# Saint-Satur
Saint-Satur település Franciaországban, Cher megyében. Lakosainak száma 1410 fő (2022. január 1.). Saint-Satur Bannay, Ménétréol-sous-Sancerre, Sancerre, Sury-en-Vaux, Verdigny és Tracy-sur-Loire községekkel határos.

## Népesség
A település népessége az elmúlt években az alábbi módon változott:
| Lakosok száma | 1759 | 1961 | 1731 | 1712 | 1579 | 1460 | 1426 | 1413 | 1396 | 1410 |
|               | 1968 | 1982 | 1999 | 2006 | 2011 | 2015 | 2017 | 2018 | 2020 | 2022 |